# 栄村 (三重県)
栄村（さかえむら）は三重県河芸郡にあった村。現在の鈴鹿市の南東端、伊勢湾の沿岸、近鉄名古屋線・磯山駅から伊勢鉄道伊勢線・中瀬古駅にかけての区域にあたる。

## 地理
- 海洋：伊勢湾
- 河川：堀切川、中ノ川

## 歴史
- 1889年（明治22年）4月1日 - 町村制の施行により、奄芸郡磯山村・五祝村・秋永村・郡山村・中瀬古村および越知村の大部分（字北浦を除く）の区域をもって発足。
- 1896年（明治29年）4月1日 - 所属郡が河芸郡に変更。
- 1954年（昭和29年）8月1日 - 鈴鹿市に編入。同日栄村廃止。

## 村名の由来
村内にある式内社の酒井神社（さかいじんじゃ）から音を採って栄村とした。よって単純な瑞祥地名とは言い切れない。村の繁栄という願いも込められていると今尾恵介は推測している。

## 交通

### 鉄道路線
- 近畿日本鉄道（近鉄）
  - 名古屋線
    - 磯山駅

※ 現在は旧村域に伊勢鉄道伊勢線の中瀬古駅が所在するが、当時は未開業。